# Frederik III van Lotharingen
Frederik III van Lotharingen (circa 1017 - 1033) was van 1027 tot aan zijn dood hertog van Opper-Lotharingen en graaf van Bar. Hij behoorde tot het huis Ardennen.

## Levensloop
Frederik III was een zoon van hertog Frederik II van Lotharingen en Mathilde van Zwaben, dochter van hertog Herman II van Zwaben. Omdat zijn vader reeds in 1026 was overleden, volgde de minderjarige Frederik in 1027 zijn grootvader Diederik I op als hertog van Opper-Lotharingen en graaf van Bar.
Over zijn regeerperiode is weinig bekend, zelfs de naam van zijn regent is niet overgeleverd. Hij stierf in 1033 ongehuwd en kinderloos. Zijn tante Gisela van Zwaben, echtgenote van keizer Koenraad II van het Heilige Roomse Rijk, nam vervolgens de voogdij over zijn zussen Sophia en Beatrix op zich.
Na de dood van Frederik III verleende Koenraad II Opper-Lotharingen aan hertog Gozelo I van Neder-Lotharingen, terwijl het graafschap Bar geërfd werd door zijn zus Sophia.